# Oreomava cannfluviatilus
Oreomava cannfluviatilus är en snäckart som först beskrevs av Madeleine Gabriel 1929.  Oreomava cannfluviatilus ingår i släktet Oreomava och familjen Charopidae. IUCN kategoriserar arten globalt som otillräckligt studerad. Inga underarter finns listade i Catalogue of Life.